# كونستيتسيون (تشيلي)
كونستيتسيون (بالإسبانية: Constitución, Chile) هي بلدية تقع في تشيلي في Talca Province.[بحاجة لمصدر] يقدر عدد سكانها بـ 41,207 نسمة ومساحتها 1,343.6 كم2 وترتفع عن سطح البحر 75 متر.

## أعلام
- غونزالو إسبينوزا
- إغناثيو غوتيريز
- إدواردو موراليس ميراندا